# Coffee Shop
«Coffee Shop» es una canción de la banda Red Hot Chili Peppers, que forma parte de su álbum One Hot Minute, el cual fue lanzado en 1995. En el álbum es la quinta canción, y como sencillo fue el cuarto en lanzarse a la venta, saliendo a la venta en 1996. La canción se caracteriza por la distorsión heavy de la guitarra de Dave Navarro, que sustituye a John Frusciante en la banda, y por los dos solos de bajo por parte de Flea. Las canciones en directo fueron grabadas en Sídney, Australia el 14 de mayo de 1996.

## Canciones
1. «Coffee Shop» (Álbum Versión)
2. «Coffee Shop» (Live)
3. «Give It Away» (Live)

- Datos: Q2637260